# Теребище (Брестская область)
Теребище (бел. Церабішча) — деревня в Столинском районе Брестской области Беларуси. Входит в состав Видиборского сельсовета. Население — 80 человек (2019).

## География
Расположена в 19 км от Столина, в 250 км от Бреста, в 6 км от железнодорожной станции Видибор.

## Этимология
По преданию, раньше на месте деревни была поляна в лесу, на которой теребили бревна. Отсюда происходит название деревни.

## История
После распада Российской империи находилась в составе Польши. Школы в деревне не было. Обучение детей проходило в школе в деревне Осовая и велось на польском языке. Местные жители имели много земель
на хуторах. Бедняки батрачили на земле местного пана, усадьба которого находилась в деревне Видибор.
В сентябре 1939 года в деревне была установлена советская власть. Крестьянам разрешили бесплатно напилить леса для строительства домов. Ранее лес охранялся польским лесничим, который жил в усадьбе в деревне Осовая (после войны отдана под школу) и имел легковой автомобиль.
Во время Второй мировой войны в деревне находился взвод немецких тыловиков, которые строили дорогу Видибор — Осовцы. После войны в деревне была построена начальная школа, в 1950 году был образован колхоз имени Лаврентия Берии, впоследствии укрупненный и переименованный в колхоз XIX съезда партии. Первым председателем колхоза был назначен Василий Денисович Демянчук.
Входит в КСУП "Видиборский". 
В деревне имеется магазин, асфальтированная дорога.

## Известные лица
В 1950 году здесь родился Матюшок Владимир Михайлович — профессор, доктор экономических наук, заведующий кафедрой в Российском университете дружбы народов (1986—2019), Почетный работник высшего образования РФ, вице-президент Международной ассоциации экономистов Cemafi international (Ницца, Франция), автор концепции  эндогенного экономического развития России и более 180 научных и учебно-методических публикаций.